# Stazione di Perugia Ponte San Giovanni
La stazione di Perugia Ponte San Giovanni è una stazione ferroviaria, a servizio della frazione di Ponte San Giovanni in comune di Perugia, sita all'incrocio fra le linee Terontola-Perugia-Foligno e Sansepolcro-Perugia-Terni.
La gestione degli impianti è affidata a Rete Ferroviaria Italiana.

## Storia
Nel 1927 mutò la propria denominazione da "Perugia Scalo Ponte San Giovanni" a "Perugia Ponte San Giovanni".

## Strutture e impianti
Il fabbricato viaggiatori si sviluppa su due livelli di cui solo il piano terra è accessibile da parte dei viaggiatori. Dal fabbricato viaggiatori si diramano simmetricamente due alti corpi più piccoli e ad un solo piano. Gli accessi al fabbricato viaggiatori sono coperti da tettoie ondulate su entrambi i lati del fabbricato, che fungono anche da pensilina per il primo binario.
Il piazzale comprende quattro binari passanti:
- Binario 1: è un binario usato per gli incroci e le precedenze della linea Terontola-Perugia-Assisi-Foligno.
- Binario 2: è un binario di corsa della linea Terontola-Perugia-Assisi-Foligno.
- Binario 3: è un binario usato per gli incroci e le precedenze sulla linea Terontola-Perugia-Assisi-Foligno.
- Binario 4: è un binario di corsa della linea Sansepolcro-Terni gestita da Rete Ferroviaria Italiana.
- Binario 5: è un binario usato per gli incroci e le precedenze sulla Sansepolcro-Terni.

Tutti i binari sono provvisti di banchina, di pensilina e di ascensori al servizio dei portatori di handicap; i binari sono collegati fra loro mediante il nuovo sottopassaggio da poco ultimato.

## Servizi
La stazione offre i seguenti servizi:
- Biglietteria a sportello
- Biglietteria automatica
- Sala d'attesa
- Servizi igienici
- Bar